# Кагаян (річка)

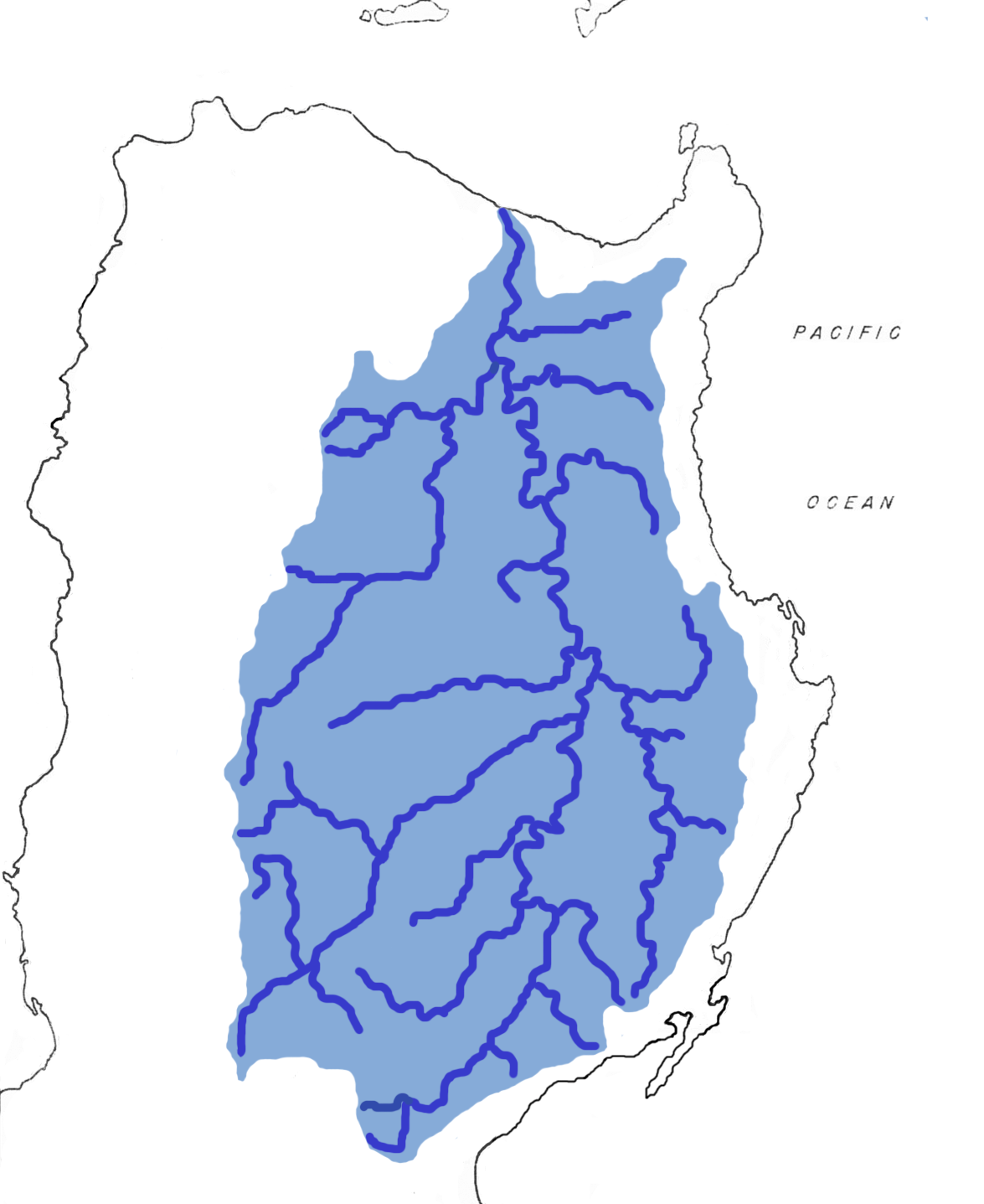
Водозбірний басейн річки Кагаян і його приток, острів Лусон

Кагаян (тагал. Cagayan) — найдовша і найширша річка Філіппінського архіпелагу. Протікає північно-східною частиною острова Лусон, перетинаючи територію провінцій Ісабела, Кагаян, Кіріно і Нуева Віская. Довжина річки становить близько 505 кілометрів.

## Перебіг і притоки
Річний стік — 9,3943 млн м³. Річка бере початок в горах Карабальо, в районі перевалу Далтон на висоті 1524 м над рівнем моря. Потім вона тече долиною між двох гірських систем, Кордильєра-Сентраль і Сьєрра-Мадре. Гирло річки Кагаян — Лусонська протока, між Південнокитайським і Філіппінським морями, в районі міста Апаррі.
Ліві притоки: Чіко, Магат. Праві притоки: Ілаган, Пінаканауан.

## Флора і фауна
Уздовж річки Кагаян простягаються незаймані ліси, одні з небагатьох незачеплених людською діяльністю лісів, що залишилися на Філіппінах.
Тут мешкають численні представники живої природи, які відносяться до ендемічних або зникаючих видів. Наприклад, лусонскій кровавогрудий курячий голуб, філіппінська гарпія, рідкісна річкова риба лудонг, яка через її смакові якості знаходиться в небезпечному для виживання виду стані.

## Клімат
Під час сезону дощів, що триває з травня по жовтень, річка Кагаян разом з притоками отримує рясне підживлення у вигляді опадів. Середньорічний рівень опадів досягає 1000 мм в північній частині течії річки і до 3000 мм — в південній, гірській частині. Через особливості рельєфу вода тече з гір повільно.
На річці часто трапляються паводки, які стають причиною чималих людських жертв і значних матеріальних втрат. Урядом країни уздовж річки створено кілька станцій, що попереджають про небезпеку повені.

## Економічне значення
Річка живить своїми водами долину Кагаян, надаючи ґрунту високу родючість. Тут вирощують такі культури, як рис, кокосову пальму, банани, тютюн, цитрусові, зернові.
На притоках Магат і Чіко зведені греблі. Працює кілька гірничорудних копалень. У прилеглих провінціях діють туристичні програми.